# Levon Ter-Petroszján
Levon Ter-Petroszján (örményül: Լևոն Հակոբի Տեր-Պետրոսյան; Aleppó, 1945. február 9. –) örmény politikus, közgazdász, 1991 és 1998 között Örményország első köztársasági elnöke.

## Életpályája
1945-ben született a szíriai Aleppó városában, örmény menekültként. Huszonnyolc éves korában költözött vissza az akkor éppen szovjet elnyomás alatt álló hazájába. 1989-től az Örmény Szovjet Szocialista Köztársaság helytartója. Két évvel később Örményország kikiáltotta függetlenségét, így Petroszján lett az Örmény Köztársaság első államfője.
Elnöksége alatt oroszbarát politikát épített ki. Miután másodjára is megnyerte a választásokat (1996-ban), a nép tömegtüntetéseket szervezett. Miután a helyzet egyre súlyosabb lett, Petroszján lemondott pozíciójáról, 2012-ig azonban még a politikában maradt.

## Fordítás
Ez a szócikk részben vagy egészben  a   Levon Ter-Petrosyan című angol Wikipédia-szócikk ezen változatának fordításán alapul.  Az eredeti cikk szerkesztőit annak laptörténete sorolja fel. Ez a jelzés csupán a megfogalmazás eredetét és a szerzői jogokat jelzi, nem szolgál a cikkben szereplő információk forrásmegjelöléseként.